# 이대원 장군 묘 및 신도비
이대원장군묘및신도비(李大源將君墓및神道碑)는 대한민국 경기도 평택시 포승읍 희곡에 있는 조선시대의 이대원장군묘및신도비이다. 1980년 6월 2일 경기도의 기념물 제56호로 지정되었다.

## 개요
조선 중기의 무신 이대원(1556∼1587)의 묘지이다.
그는 선조 16년(1583)에 무과에 급제한 후 선전관을 거쳐 전라도 녹도(鹿島)에서 종4품 무관직인 만호(萬戶)가 되었다. 선조 20년(1587)에 남해안에 출몰한 왜구를 토벌하는데 큰 공을 세웠으며, 다시 왜구가 흥양에 침입하자 군사 100여 명을 이끌고 출병하여 손죽도 해상에서 적과 싸우다 포로가 되었으나 끝까지 항거하다 전사하였다.
묘지는 봉분이 3기인데, 가운데 장군의 묘가 있고 좌우에 부인의 묘가 있다. 가운데 봉분 앞에는 묘비, 향로석, 제물을 차려 놓기 위한 상석이 있다. 좌우에는 문인석과 멀리서도 무덤이 있음을 알려주는 망주석(望柱石)이 각각 1쌍 있다.
묘역 아래에는 숙종 25년(1699)에 건립한 신도비(神道碑:왕이나 고관 등의 평생업적을 기리기 위해 무덤 근처 길가에 세운 비)가 있는데, 비문은 남구만이 짓고 조상우가 글씨를 쓴 것이다. 비문에는 왜구를 물리친 장군의 공적이 잘 기록되어 있다.

## 같이 보기
- 이대원

## 참고 문헌
- 이대원장군묘및신도비 - 국가유산청 국가유산포털